# Cratere Onissya
Onissya  è un cratere sulla superficie di Venere.